# Friza lui Beethoven

Friza lui Beethoven (în germană: Beethovenfries) este o pictură realizată de Gustav Klimt pe pereții unei camere din Clădirea Secesiunii din Viena, Austria.

## Descriere
În 1901 Klimt a pictat Friza lui Beethoven pentru a XIV-a expoziție a secesiunii vieneze din anul 1902, care l-au omagiat pe compozitorul Ludwig van Beethoven. Toate lucrările expuse au fost consacrate compozitorului care reprezintă geniul absolut pentru artiștii participanți. Expoziția formează o entitate unică, desfășurată în jurul sculpturii monumentale a lui Beethoven, realizată de Max Klinger, iar deschiderea expoziției se face se face pe muzica lui Beethoven, sub bagheta lui Gustav Mahler. Contribuția lui Klimt este o friză lungă de peste 34 de metri, întinsă pe 3 pereți și cântărind în total 4 tone. Aici domină pentru prima oară un mijloc stilistic distinctiv al lui Gustav Klimt: utilizarea mai multor tipuri de ornamente. Inserția de aur prevestește deja „Perioada de Aur”, în care Klimt a devenit unul din cei mai cunoscuți artiști ai Jugendstil, versiunea germană și austro-ungară a curentului Art Nouveau.

## Monedă

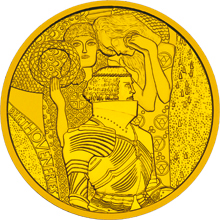
Moneda ce conține o porțiune a frizei

Datorită popularități frizei, aceasta a apărut pe o monedă: cea de 100 de euro, din 10 noiembrie 2004.

## Galerie

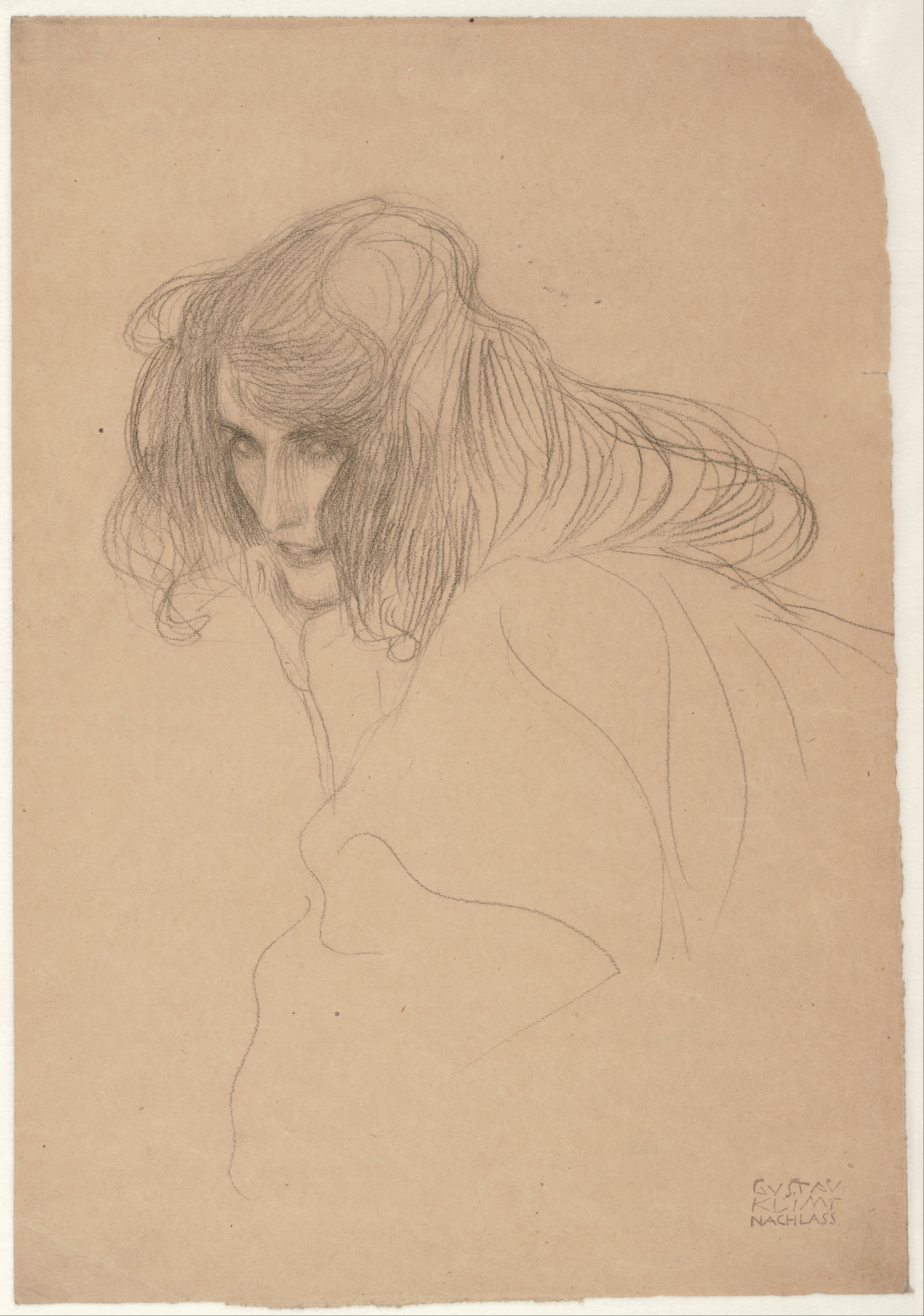
Studiu pentru Dorința din Friza lui Beethoven ce înfățișează o femeie. Această schița fost făcută în anul 1901 cu cărbune pe hârtie, măsurând 45,1 cm. × 31,1 cm.
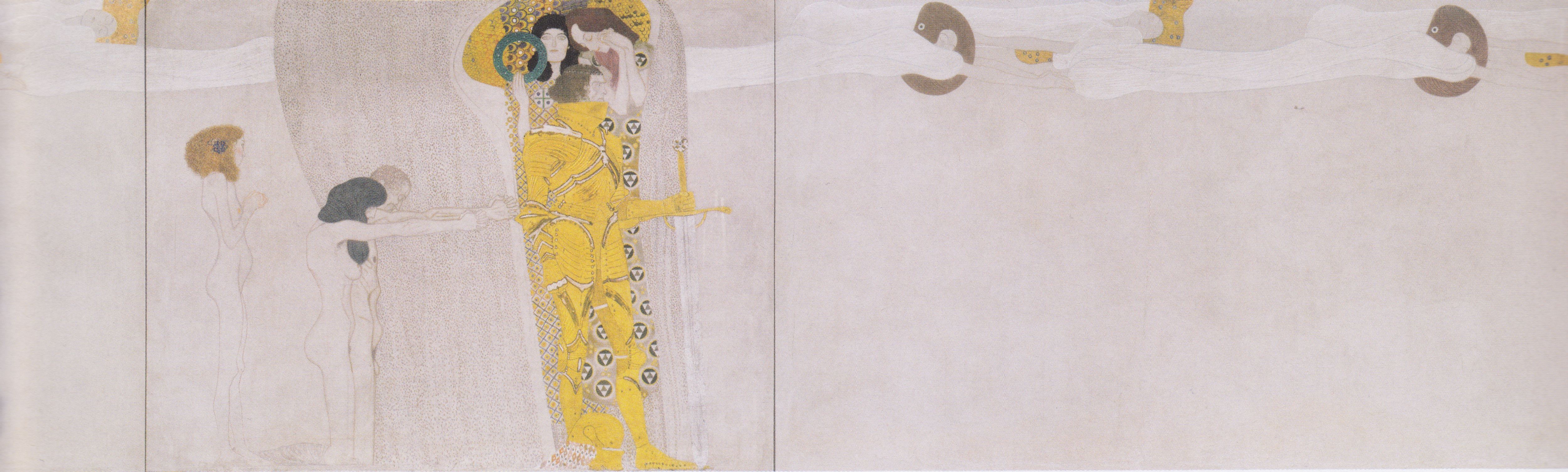
Aceasta este prima secvență a frizei și se numește Cavalerul de aur
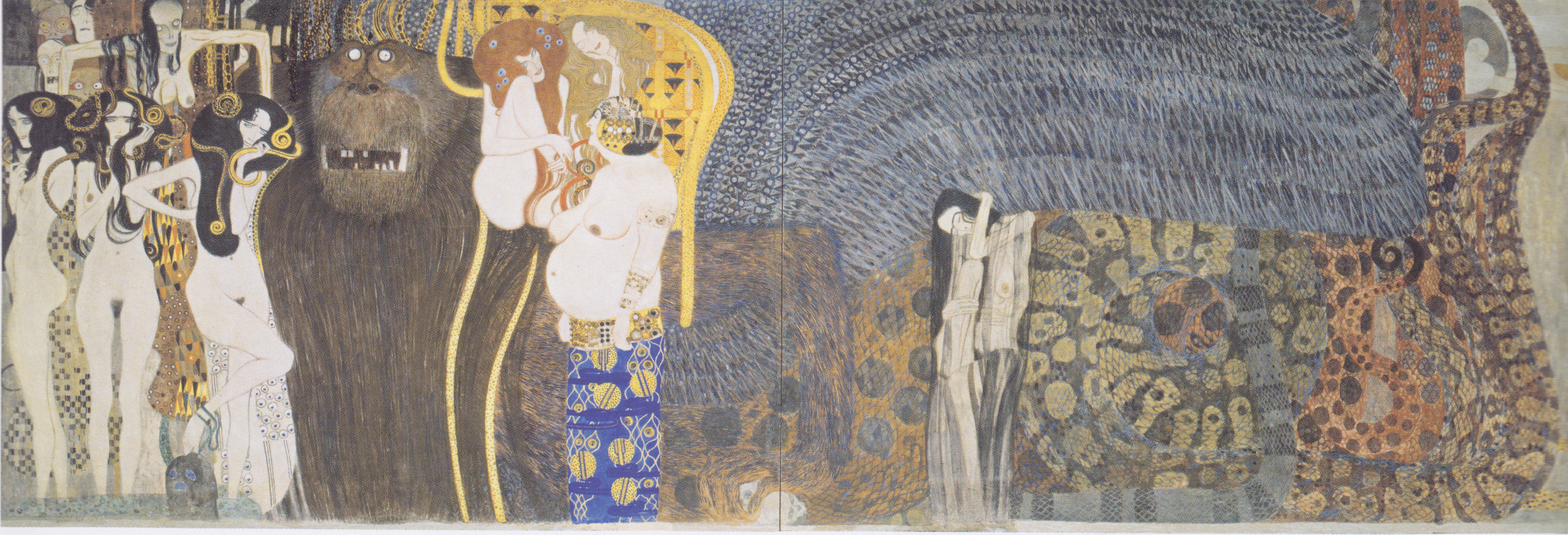
Aceasta este a doua secvență a frizei și se numește Forțele inamice
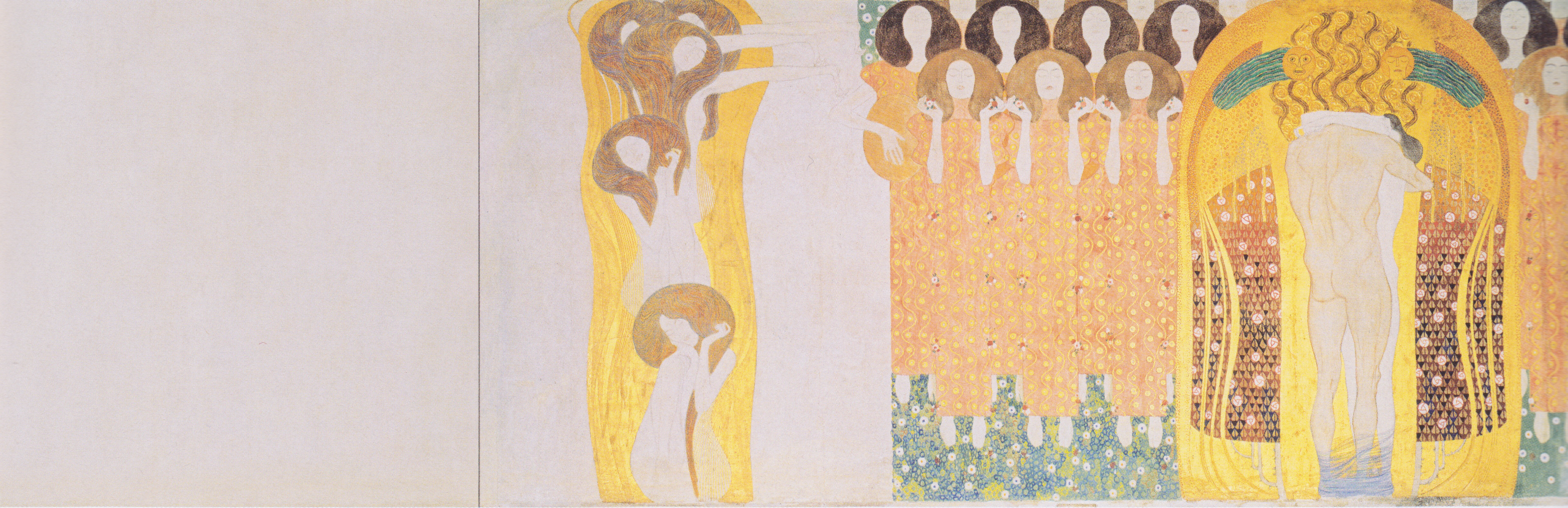
Aceasta este a treia secvență a frizei și se numește Acest sărut al întregii lumi
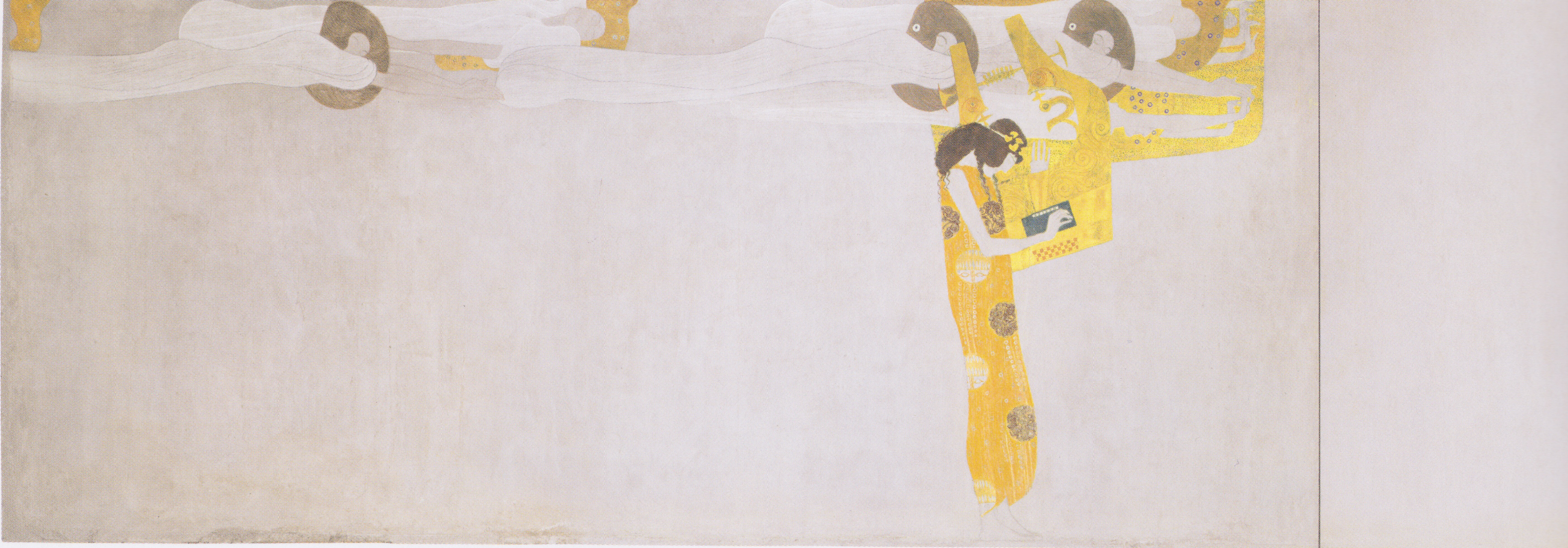
Aceasta este a parta secvență a frizei și se numește Dorul de fericire își găsește liniștea în poezie
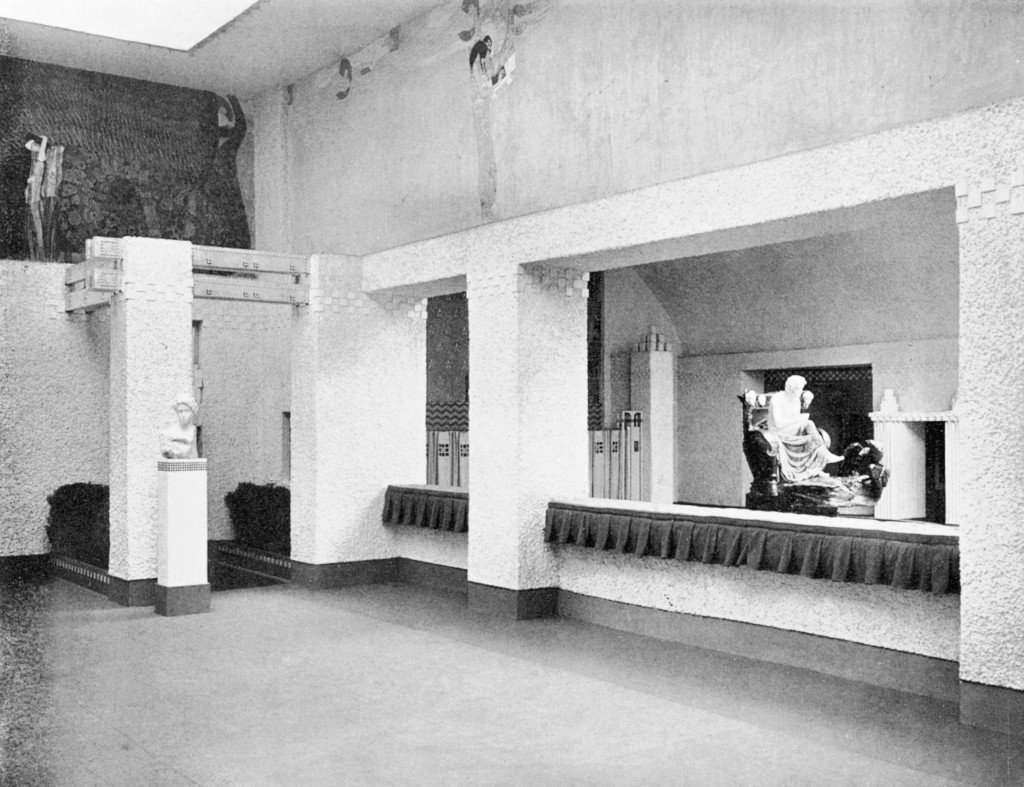
Poză din anul 1902 în care apare Friza lui Beethoven